# Плантаже
Плантаже јесте црногорско предузеће за производњу вина и ракије.
АД Плантаже, акционарско друштво које је тренутно у саставу Холдинг компаније Агрокомбинат 13. јул. Највеће је црногорско виноградарско - винарско предузеће и једно од највећих предузећа у Црној Гори уопште. Седиште компаније је у Подгорици, главном граду Црне Горе.
Основано је 1963. године, а бави се производњом вина и стоног грожђа, брескве, производњом и дистрибуцијом вина и ракија, узгојем рибе, угоститељством и трговином на мало. Најзначајнији сегмент компаније односи се на производњу грожђа и вина, а поседује један од највећих винограда у Европи са преко 2.310 ha (23 km2)  површине, покривене са више од 11 милиона винове лозе. Виногради се налазе у Ћемовском пољу, равном и сунчаном подручју јужно од Подгорице.
АД Плантаже је један од највећих произвођача грожђа и вина у региону, са годишњом производњом винског грожђа близу 22 милиона kg, и 17 милиона боца годишње продатих. Компанија извози своје производе у преко 30 земаља и тржишни је лидер у свом сектору у региону Балкана.

## Производи

### Вина
- Црвена вина:
  - Вранац
  - Вранац Pro Corde
  - Мерлот
  - Каберне
  - Кратошија
  - Владика
  - Епоха
  - Вранац Барик
  - Вранац Ресерве
  - Гранд Ресерве 2005
- Бела вина:
  - Шардоне
  - Крстач
  - Малвазија
  - Про анима Шардоне и Савињон блан
  - Про анима Пино блан
  - Луча
  - Шардоне барик
  - Нота
- Росе вина

Ређина
Пјенушава вина:
- Вал брут
- Вал суви
- Вал розе

### Ракије од грожђа
- Црногорска лозова ракија
- Првијенац
- Круна